# Overwatch 2
Overwatch 2 is een computerspel ontwikkeld en uitgegeven door Blizzard Entertainment voor de Switch, PlayStation 4, PlayStation 5, Windows, Xbox One en Xbox Series. De first-person shooter is wereldwijd uitgekomen op 4 oktober 2022.
Het spel is free-to-play, wat betekent dat het zonder extra kosten online kan worden gespeeld. In de eerste maand na uitgave waren er inmiddels 35 miljoen actieve spelers.

## Gameplay
Het spel wordt meestal gespeeld in twee teams van vijf: Één tank hero, twee damage heroes, en twee support heroes. Het spel gaat als volgt: alle vijf spelers spelen ieder als een van de 36 'Heroes' (helden). Deze heroes hebben hun eigen voor- en nadelen en eigenschappen. Als een speler tijdens een wedstrijd in het spawngebied staat of dood is gegaan, kan deze van hero veranderen. De spelers werken samen om een bepaald punt te verdedigen of juist aan te vallen. Ook kan er een kar staan die de speler met zijn team naar het einde van de map moet brengen, of deze twee gecombineerd. 
In Overwatch 2 is er een nieuwe spelmodus toegevoegd: 'Push'. Het doel van deze spelmodus is om een robot naar het einde van de map te duwen door in de buurt te blijven van de robot. Deze robot kan beide kanten op lopen, dus ook naar de kant van de tegenstanders. Verplaatsen van de robot naar de eigen kant moet het team zien te voorkomen door het vijandelijke team uit de buurt van de robot te houden.
De verschillende groepen heroes hebben ieder hun eigen functie in het spel. Damage heroes zijn bijvoorbeeld geschikt om veel schade aan te richten. Tank heroes hebben de meeste levenspunten en zijn het meest effectief als ze hun team verdedigen. Sommigen beschikken ook over een schild zoals Reinhardt en Ramattra. Support heroes moeten hun team ondersteunen door ze levenspunten te geven als ze niet volledige levenspunten hebben. Om optimaal te presteren kiezen de meeste spelers een combinatie van de drie groepen heroes. 
Elke hero beschikt over een aantal vaardigheden die ze kunnen uitvoeren. Meestal zit er een korte tijd tussen voordat ze die vaardigheid weer kunnen gebruiken. Elke hero bouwt gedurende het spel ook langzaam een speciale vaardigheid op; dit wordt de "ultimate" genoemd. Als de meter voor die vaardigheid vol is, kan de speler hem elk moment gebruiken. Als een speler een "ultimate" gebruikt is er een korte waarschuwing voor de tegenstanders in de vorm van een aankondiging van de hero. Hierdoor krijgen de vijandige spelers een korte tijd om de speler uit te schakelen, of om dekking te zoeken.
In de spelmodus "competitive" worden de spelers in een competitie tegen elkaar gezet. In deze spelmodus wordt de speler beoordeeld op zijn vaardigheden of skills. Deze waardering bepaalt hoe goed een speler gepresteerd heeft. Als er in de spelmodus wordt verloren, wordt deze skill lager en vice versa. De spelers kunnen na hun eerste vijf gewonnen of vijftien verloren games in competitive zien welk van de volgende niveaus zij hebben bereikt: Bronze, Silver, Gold, Platinum, Diamond, Master of Grandmaster.

## Ontvangst
| Recensiescore       | Recensiescore      |
| Recensieverzamelaar | Score              |
| ------------------- | ------------------ |
| Metacritic          | 79% (PC) 81% (PS5) |
| Publicist           | Score              |
| Game Informer       | 9                  |
| GameSpot            | 8                  |
| IGN                 | 8                  |
| Nintendo Life       | 7                  |

Overwatch 2 ontving overwegend positieve recensies. Men prees de aanwezige Overwatch 1-elementen, maar kritiek was er op de commerciële elementen die spelers moeten overhalen geld te besteden in het spel. Met name de microtransacties werden door spelers niet gewaardeerd.
Op Metacritic, een recensieverzamelaar, heeft het spel scores van 79% voor de Windows-versie en 81% voor de PlayStation 5-versie.